# Heriades sulcatifrons
Heriades sulcatifrons är en biart som beskrevs av Cockerell 1936. Heriades sulcatifrons ingår i släktet väggbin, och familjen buksamlarbin. Inga underarter finns listade i Catalogue of Life.